# Schistochila nobilis
Schistochila nobilis är en bladmossart som först beskrevs av William Jackson Hooker, och fick sitt nu gällande namn av Vittore Benedetto Antonio Trevisan de Saint-Léon. Schistochila nobilis ingår i släktet Schistochila och familjen Schistochilaceae. Inga underarter finns listade i Catalogue of Life.